# Serie A Bronze 2024-2025 (pallamano maschile)
La Serie A Bronze 2024-2025 è stata la 54ª edizione del terzo massimo torneo di pallamano maschile in Italia.

## Avvenimenti
Il 27 luglio vengono ufficializzate le composizioni dei gironi.
Il 25 luglio vengono pubblicati i calendari. Con la pubblicazione dei calendari sono rese pubbliche le rinunce alla partecipazione del Jolly Campoformido nel Girone A e del Parma nel Girone B.

## Formula
In vista della nuova riforma dei campionati che eliminerà la Serie A Bronze dalla stagione 2025-2026, la formula della Serie A Bronze prevede lo svolgimento di una regular season (andata\ritorno), il cui inizio è previsto per il 12 ottobre e all'esito della quale le prime cinque di ciascun raggruppamento saranno promosse in Serie A Silver. Le squadre classificate dal sesto posto in poi saranno retrocesse in Serie B.

## Girone A

### Squadre partecipanti
| Squadra        | Città                      | Allenatore        | Palasport               |
| -------------- | -------------------------- | ----------------- | ----------------------- |
| Derthona       | Tortona (AL)               | Marco Affricano   | Palestra Fratelli Coppi |
| Ferrarin       | San Donato Milanese (MI)   | Germán Fernández  | Parco Enrico Mattei     |
| Ferrara United | Ferrara                    | Andrea Ansaloni   | Palaboschetto           |
| Leno           | Leno (BS)                  | Nahuel Tassi      | Handball Arena          |
| Malo           | Malo (VI)                  | Francesco Lodato  | PalaDeledda             |
| Palazzolo      | Palazzolo sull'Oglio (BS)  | Riccardo Riccardi | Palasport polivalente   |
| San Vito       | San Vito di Leguzzano (VI) | Roberto Stedile   | Pala San Vito           |
| Torri          | Torri di Quartesolo (VI)   | Admir Jasarević   | PalaVillanova           |
| Vigasio        | Vigasio (VR)               | Lucio Ribaudo     | Palasport Via Alzeri    |

### Risultati
| Andata     | Andata | 1ª/10ª giornata      | Ritorno | Ritorno    |
|            |        |                      |         |            |
| 12 ottobre | 33-27  | San Vito - Ferrarin  | 28-27   | 8 febbraio |
| 12 ottobre | 21-22  | Ferrara Utd - Torri  | 28-26   | 8 febbraio |
| 12 ottobre | 35-32  | Malo - Leno          | 37-30   | 8 febbraio |
| 13 ott.    | 30-30  | Derthona - Palazzolo | 25-23   | 8 febbraio |
|            |        | Riposa: Vigasio      |         | 8 febbraio |

| Andata     | Andata       | 2ª/11ª giornata        | Ritorno | Ritorno     |
|            |              |                        |         |             |
| 19 ottobre | 21-24        | Ferrarin - Ferrara Utd | 23-37   | 15 febbraio |
| 19 ottobre | 32-36        | Torri - Derthona       | 19-25   | 16 feb.     |
| 19 ottobre | 28-28        | Leno - San Vito        | 27-31   | 15 febbraio |
| 19 ottobre | 27-23        | Palazzolo - Vigasio    | 26-38   | 15 febbraio |
| 19 ottobre | Riposa: Malo |                        |         | 15 febbraio |

| Andata     | Andata | 3ª/12ª giornata     | Ritorno | Ritorno     |
|            |        |                     |         |             |
| 26 ottobre | 29-33  | San Vito - Malo     | 29-40   | 22 febbraio |
| 26 ottobre | 24-25  | Ferrara Utd - Leno  | 23-27   | 22 febbraio |
| 26 ottobre | 28-21  | Vigasio - Torri     | 21-20   | 22 febbraio |
| 27 ott.    | 27-19  | Derthona - Ferrarin | 5-0     | 22 febbraio |
|            |        | Riposa: Palazzolo   |         | 22 febbraio |

| Andata     | Andata           | 4ª/13ª giornata    | Ritorno | Ritorno |
|            |                  |                    |         |         |
| 2 novembre | 20-23            | Ferrarin - Vigasio | 17-40   | 8 marzo |
| 2 novembre | 32-22            | Torri - Palazzolo  | 24-32   | 8 marzo |
| 2 novembre | 21-32            | Leno - Derthona    | 22-28   | 9 marzo |
| 2 novembre | 39-22            | Malo - Ferrara Utd | 32-31   | 8 marzo |
| 2 novembre | Riposa: San Vito |                    |         | 8 marzo |

| Andata      | Andata | 5ª/14ª giornata        | Ritorno | Ritorno  |
|             |        |                        |         |          |
| 16 novembre | 28-28  | Ferrara Utd - San Vito | 29-32   | 15 marzo |
| 16 novembre | 33-24  | Vigasio - Leno         | 22-33   | 15 marzo |
| 16 novembre | 37-24  | Palazzolo - Ferrarin   | 36-23   | 15 marzo |
| 17 ott.     | 19-22  | Derthona - Malo        | 31-29   | 15 marzo |
|             |        | Riposa: Torri          |         | 15 marzo |

| Andata      | Andata              | 6ª/15ª giornata     | Ritorno | Ritorno  |
|             |                     |                     |         |          |
| 23 novembre | 30-32               | Ferrarin - Torri    | 19-32   | 29 marzo |
| 23 novembre | 29-28               | Leno - Palazzolo    | 21-26   | 29 marzo |
| 23 novembre | 33-32               | San Vito - Derthona | 24-22   | 30 marzo |
| 23 novembre | 34-33               | Malo - Vigasio      | 35-32   | 29 marzo |
| 23 novembre | Riposa: Ferrara Utd |                     |         | 29 marzo |

| Andata      | Andata | 7ª/16ª giornata        | Ritorno | Ritorno  |
|             |        |                        |         |          |
| 30 novembre | 42-32  | Vigasio - San Vito     | 30-29   | 5 aprile |
| 30 novembre | 32-22  | Torri - Leno           | 23-26   | 5 aprile |
| 30 novembre | 34-30  | Palazzolo - Malo       | 30-31   | 5 aprile |
| 1 dic.      | 34-26  | Derthona - Ferrara Utd | 30-26   | 5 aprile |
|             |        | Riposa: Ferrarin       |         | 5 aprile |

| Andata      | Andata           | 8ª/17ª giornata       | Ritorno | Ritorno   |
|             |                  |                       |         |           |
| 23 novembre | 27-19            | Leno - Ferrarin       | 21-24   | 12 aprile |
| 23 novembre | 23-31            | Ferrara Utd - Vigasio | 22-30   | 12 aprile |
| 23 novembre | 31-31            | San Vito - Palazzolo  | 28-39   | 12 aprile |
| 23 novembre | 34-32            | Malo - Torri          | 28-30   | 12 aprile |
| 23 novembre | Riposa: Derthona |                       |         | 12 aprile |

| Andata      | Andata       | 9ª/18ª giornata         | Ritorno | Ritorno   |
|             |              |                         |         |           |
| 14 dicembre | 32-30        | Vigasio - Derthona      | 21-27   | 27 aprile |
| 14 dicembre | 30-26        | Palazzolo - Ferrara Utd | 24-28   | 26 aprile |
| 14 dicembre | 36-35        | Torri - San Vito        | 24-28   | 26 aprile |
| 14 dicembre | 34-38        | Ferrarin - Malo         | 25-46   | 26 aprile |
| 14 dicembre | Riposa: Leno |                         |         | 26 aprile |

### Classifica
|  | Pos. | Squadra        | Pt | G  | V  | N | S  | GF  | GS  | D    |
|  | ---- | -------------- | -- | -- | -- | - | -- | --- | --- | ---- |
|  | 1.   | Malo           | 26 | 16 | 13 | 0 | 3  | 543 | 473 | +70  |
|  | 2.   | Vigasio        | 24 | 16 | 12 | 0 | 4  | 490 | 409 | +81  |
|  | 3.   | Derthona       | 23 | 16 | 11 | 1 | 4  | 433 | 379 | +54  |
|  | 4.   | Palazzolo      | 19 | 16 | 8  | 2 | 6  | 475 | 443 | +32  |
|  | 5.   | San Vito       | 17 | 16 | 7  | 3 | 6  | 478 | 495 | -7   |
|  | 6.   | Torri          | 14 | 16 | 7  | 0 | 9  | 437 | 435 | +2   |
|  | 7.   | Leno           | 11 | 16 | 5  | 1 | 10 | 404 | 456 | -52  |
|  | 8.   | Ferrara United | 9  | 16 | 4  | 1 | 11 | 418 | 454 | -36  |
|  | 9.   | Ferrarin (-5)  | -3 | 16 | 1  | 0 | 15 | 352 | 486 | -134 |

Legenda:
      Promossa in Serie A Silver.
      Retrocessa in Serie B.

## Girone B

### Squadre partecipanti
| Squadra       | Città                     | Allenatore          | Palasport               |
| ------------- | ------------------------- | ------------------- | ----------------------- |
| Altamura      | Altamura (BA)             | Paolo Pepe          | PalaBaldassarra         |
| Casalgrande   | Casalgrande (MO)          | Fabrizio Fiumicelli | PalaKeope               |
| Chieti        | Chieti                    | Alessio Savini      | Pala Santa Filomena     |
| Modena        | Modena                    | Francesco Sgarbi    | PalaMolza               |
| Monteprandone | Monteprandone (AP)        | Andrea Vultaggio    | Palasport Colle Gioioso |
| Noci          | Noci (BA)                 | Francesco Ancona    | Pala De Luca            |
| Serra Fasano  | Fasano (BR)               | Francesco Trapani   | PalaZizzi               |
| Tavarnelle    | Barberino Tavarnelle (FI) | Dragan Rajić        | Palestra Bustecca       |
| Teramo        | Teramo                    | Andrea Di Marcello  | Pala San Nicolò         |

### Risultati
| Andata     | Andata           | 1ª/10ª giornata          | Ritorno | Ritorno    |
|            |                  |                          |         |            |
| 12 ottobre | 21-24            | Teramo - Chieti          | 26-33   | 8 febbraio |
| 12 ottobre | 26-25            | Modena - Monteprandone   | 20-29   | 8 febbraio |
| 12 ottobre | 20-25            | Noci - Serra             | 20-24   | 9 febbraio |
| 12 ottobre | 26-29            | Casalgrande - Tavarnelle | 34-29   | 9 febbraio |
| 12 ottobre | Riposa: Altamura |                          |         | 9 febbraio |

| Andata     | Andata         | 2ª/11ª giornata       | Ritorno | Ritorno     |
|            |                |                       |         |             |
| 19 ottobre | 34-16          | Monteprandone - Noci  | 26-22   | 15 febbraio |
| 19 ottobre | 33-23          | Chieti - Modena       | 33-36   | 15 febbraio |
| 20 ottobre | 32-19          | Tavarnelle - Altamura | 34-29   | 15 febbraio |
| 20 ottobre | 29-25          | Serra - Casalgrande   | 26-35   | 15 febbraio |
| 20 ottobre | Riposa: Teramo |                       |         | 15 febbraio |

| Andata     | Andata             | 3ª/12ª giornata             | Ritorno | Ritorno     |
|            |                    |                             |         |             |
| 26 ottobre | 34-25              | Modena - Teramo             | 24-25   | 22 febbraio |
| 26 ottobre | 23-24              | Casalgrande - Monteprandone | 25-27   | 22 febbraio |
| 26 ottobre | 25-32              | Noci - Chieti               | 32-43   | 22 febbraio |
| 26 ottobre | 19-24              | Altamura - Serra            | 14-28   | 23 febbraio |
| 26 ottobre | Riposa: Tavarnelle |                             |         | 23 febbraio |

| Andata     | Andata         | 4ª/13ª giornata          | Ritorno | Ritorno |
|            |                |                          |         |         |
| 3 nov.     | 21-29          | Serra - Tavarnelle       | 25-23   | 9 marzo |
| 2 novembre | 42-35          | Chieti - Casalgrande     | 34-34   | 8 marzo |
| 2 novembre | 37-24          | Monteprandone - Altamura | 35-21   | 8 marzo |
| 2 novembre | 31-20          | Teramo - Noci            | 19-25   | 8 marzo |
| 2 novembre | Riposa: Modena |                          |         | 8 marzo |

| Andata      | Andata        | 5ª/14ª giornata            | Ritorno | Ritorno  |
|             |               |                            |         |          |
| 17 nov.     | 31-32         | Tavarnelle - Monteprandone | 31-34   | 15 marzo |
| 16 novembre | 22-42         | Altamura - Chieti          | 31-40   | 15 marzo |
| 16 novembre | 21-28         | Noci - Modena              | 21-29   | 15 marzo |
| 16 novembre | 30-31         | Casalgrande - Teramo       | 33-34   | 15 marzo |
| 16 novembre | Riposa: Serra |                            |         | 15 marzo |

| Andata      | Andata       | 6ª/15ª giornata       | Ritorno | Ritorno  |
|             |              |                       |         |          |
| 23 novembre | 26-29        | Modena - Casalgrande  | 28-26   | 29 marzo |
| 23 novembre | 24-20        | Monteprandone - Serra | 26-28   | 30 marzo |
| 23 novembre | 43-27        | Chieti - Tavarnelle   | 30-29   | 30 marzo |
| 23 novembre | 29-20        | Teramo - Altamura     | 33-20   | 29 marzo |
| 23 novembre | Riposa: Noci |                       |         | 29 marzo |

| Andata      | Andata                | 7ª/16ª giornata     | Ritorno | Ritorno  |
|             |                       |                     |         |          |
| 30 novembre | 44-26                 | Casalgrande - Noci  | 31-30   | 5 aprile |
| 30 novembre | 22-23                 | Altamura - Modena   | 13-40   | 5 aprile |
| 1 dicembre  | 24-21                 | Tavarnelle - Teramo | 26-32   | 5 aprile |
| 1 dicembre  | 28-32                 | Serra - Chieti      | 27-34   | 5 aprile |
| 1 dicembre  | Riposa: Monteprandone |                     |         | 5 aprile |

| Andata     | Andata              | 8ª/17ª giornata        | Ritorno | Ritorno   |
|            |                     |                        |         |           |
| 7 dicembre | 24-22               | Noci - Altamura        | 29-25   | 13 aprile |
| 7 dicembre | 28-31               | Modena - Tavarnelle    | 28-25   | 13 aprile |
| 7 dicembre | 30-26               | Teramo - Serra         | 24-22   | 12 aprile |
| 7 dicembre | 31-35               | Chieti - Monteprandone | 26-28   | 12 aprile |
| 7 dicembre | Riposa: Casalgrande |                        |         | 12 aprile |

| Andata      | Andata         | 9ª/18ª giornata        | Ritorno | Ritorno   |
|             |                |                        |         |           |
| 14 dicembre | 30-24          | Tavarnelle - Noci      | 23-20   | 26 aprile |
| 14 dicembre | 30-29          | Altamura - Casalgrande | 31-35   | 3 maggio  |
| 15 dicembre | 26-24          | Montprandone - Teramo  | 24-23   | 26 aprile |
| 15 dicembre | 30-26          | Serra - Modena         | 14-32   | 27 aprile |
| 15 dicembre | Riposa: Chieti |                        |         | 27 aprile |

#### Classifica
|  | Pos. | Squadra       | Pt | G  | V  | N | S  | GF  | GS  | D    |
|  | ---- | ------------- | -- | -- | -- | - | -- | --- | --- | ---- |
|  | 1.   | Monteprandone | 28 | 16 | 14 | 0 | 2  | 466 | 391 | +74  |
|  | 2.   | Chieti        | 25 | 16 | 12 | 1 | 3  | 552 | 459 | +93  |
|  | 3.   | Modena        | 20 | 16 | 10 | 0 | 6  | 451 | 402 | +49  |
|  | 4.   | Serra Fasano  | 18 | 16 | 9  | 0 | 7  | 399 | 411 | -12  |
|  | 5.   | Teramo        | 16 | 16 | 8  | 0 | 8  | 426 | 413 | +13  |
|  | 6.   | Tavarnelle    | 16 | 16 | 8  | 0 | 8  | 453 | 446 | +7   |
|  | 7.   | Casalgrande   | 13 | 16 | 6  | 1 | 9  | 494 | 476 | +18  |
|  | 8.   | Noci          | 6  | 16 | 3  | 0 | 13 | 375 | 466 | -91  |
|  | 9.   | Altamura      | 2  | 16 | 1  | 0 | 15 | 362 | 514 | -152 |

Legenda:
      Promossa in Serie A Silver.
      Retrocessa in Serie B.